# Frederic Edwin Church
Frederic Edwin Church (Hartford, 4 maggio 1826 – New York, 7 aprile 1900) è stato un pittore statunitense, figura centrale della Hudson River School, famoso per una serie di quadri di grandi dimensioni ricchi di dettagli scientifici.

## Biografia
Nato in una famiglia benestante, poté dedicarsi all'arte senza preoccupazioni economiche fin dalla giovane età. La ricchezza della famiglia era stata accumulata dal padre di Frederic, Joseph Church, orafo e orologiaio di Hartford (Connecticut), che in seguito divenne anche funzionario statale e direttore della compagnia di assicurazioni Aetna Life Insurance Company. 

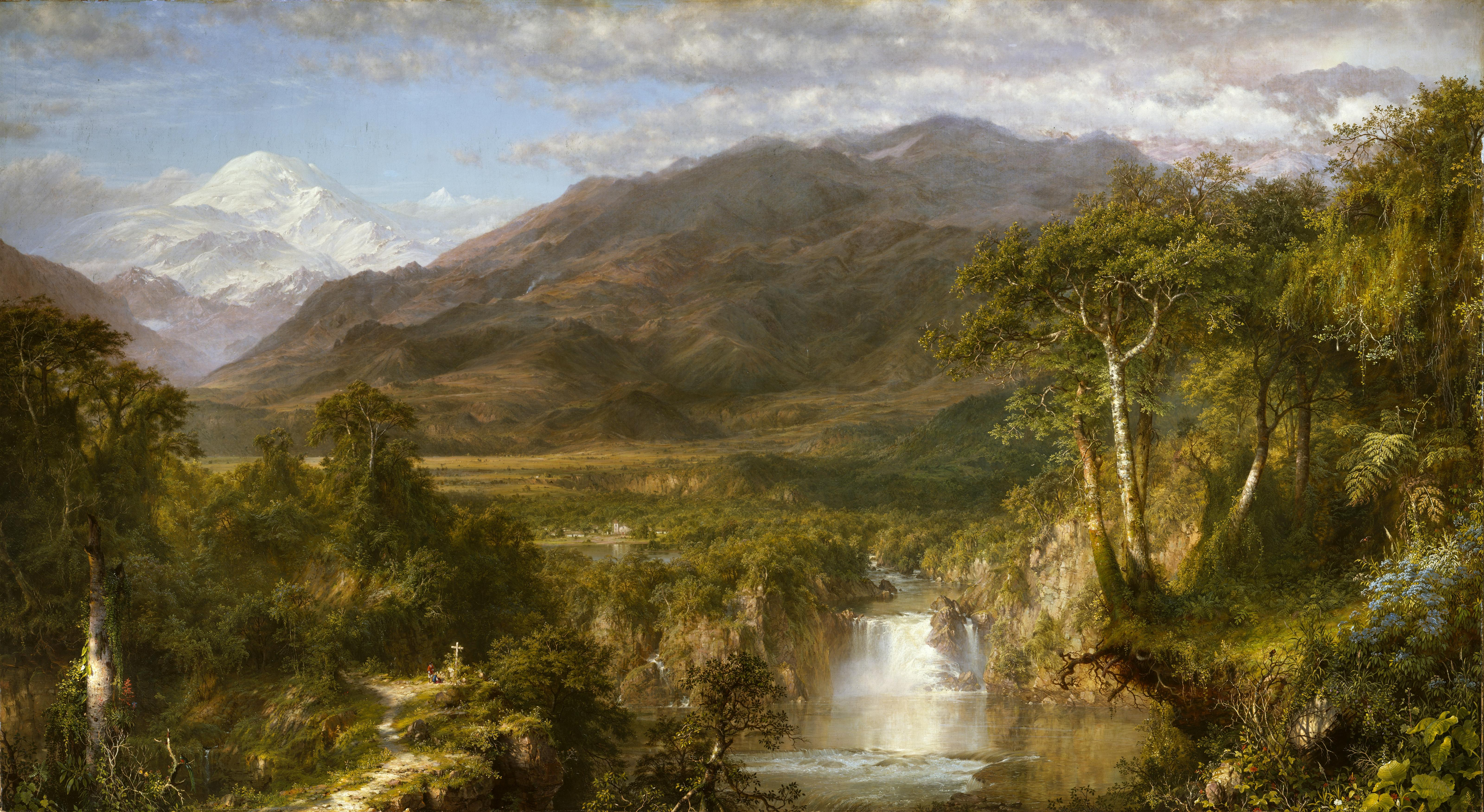
Frederic Edwin Church, Il cuore delle Ande

All'età di diciotto anni Frederic Church diventò allievo di Thomas Cole. Nel maggio del 1848 divenne il più giovane membro della National Academy of Design e l'anno successivo fu eletto accademico. Poco tempo dopo vendette la sua prima opera importante al Wadsworth Atheneum di Hartford, il più antico museo degli USA. Church si stabilì a New York. Ogni anno in primavera si metteva in viaggio, generalmente a piedi, per raccogliere schizzi dei luoghi visitati; in inverno tornava a casa per dipingere le tele e vendere i suoi lavori.
Nel 1853 e nel 1857 si recò nel Sud America grazie al finanziamento dell'imprenditore Cyrus West Field, il quale intendeva utilizzare i dipinti di Church per attirare l'interesse degli investitori sulle sue aziende sudamericane. Church era affascinato dall'opera Il cosmo dell'esploratore tedesco Alexander von Humboldt e dai suoi studi del continente americano; Humboldt aveva sfidato gli artisti a ritrarre la "fisionomia delle Ande". Due anni dopo il ritorno in patria (1859) Church dipinse The Heart of the Andes (Il cuore delle Ande), ora nella collezione del Metropolitan Museum of Art di New York. L'opera, di considerevoli dimensioni (167,9 x 302,9 cm), ebbe uno straordinario successo a New York; fu venduta per 10 000 dollari, la cifra più alta mai pagata per un artista americano vivente. Stephen Jay Gould, che ha dedicato un saggio a quest'opera, definì Church "il più scientifico dei pittori" per «l'accuratezza nell'osservazione e nella riproduzione sia dei dettagli botanici in primo piano, sia delle forme geologiche sullo sfondo». Nei primi giorni di maggio del 1859 Church inviò il quadro a Berlino affinché Humboldt potesse vederlo, ma l'esploratore morì prima dell'arrivo del dipinto.

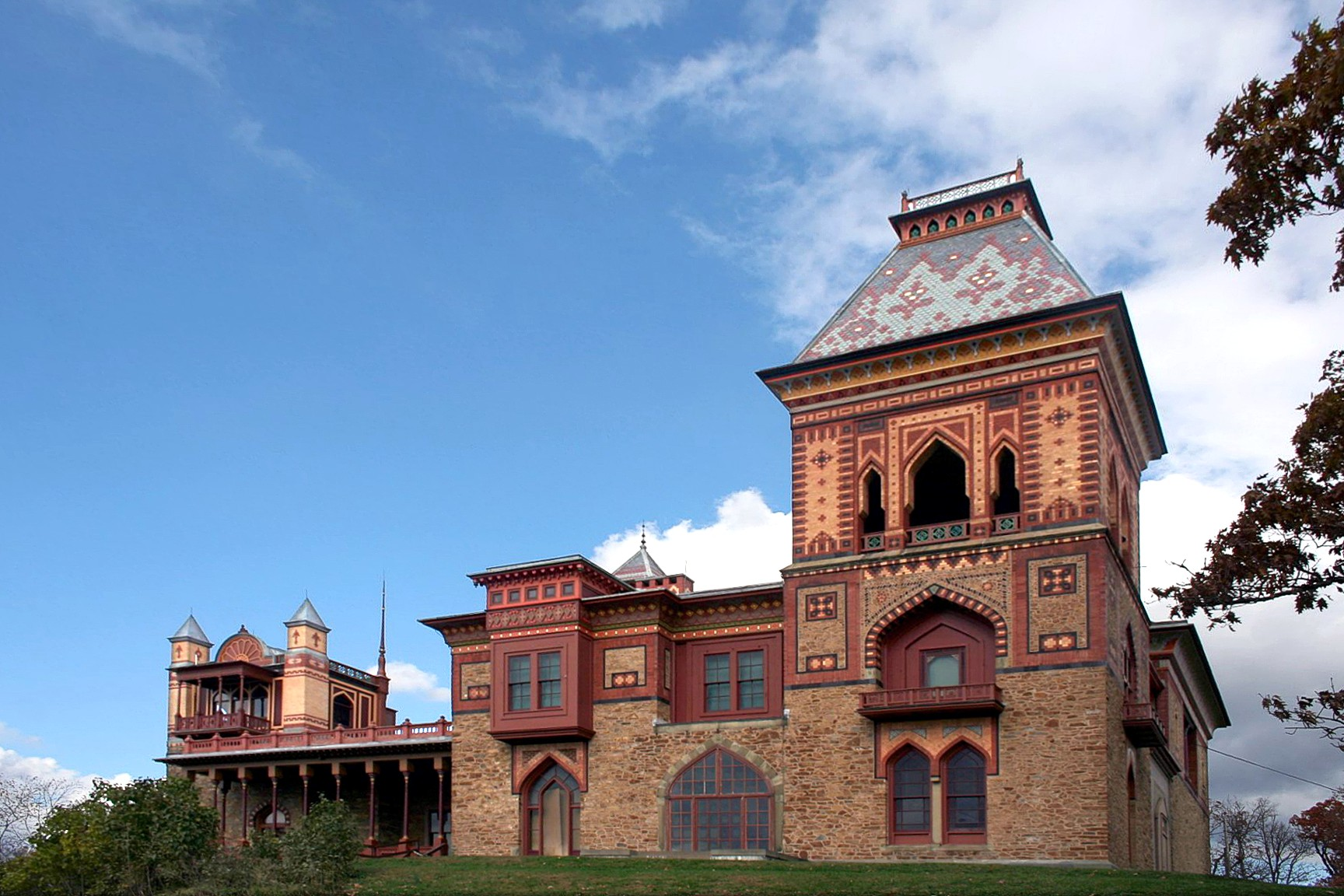
La villa di Church a Olana

L'attività pittorica di Church diminuì dopo il 1860. In quell'anno si sposò con Isabel Carnes, andò ad abitare in una fattoria nei pressi di Hudson, nello Stato di New York, e cessò di compiere viaggi alla ricerca di nuovi soggetti per i quadri. Fece un ultimo viaggio solo nel 1867, quando si recò con la moglie e i quattro figli in Europa e nel Medio Oriente, da cui trasse lo spunto per le sue ultime grandi opere. 
La produzione artistica negli ultimi decenni della vita fu quantitativamente inferiore a quella dei primi. In parte ciò è spiegato da problemi di salute: nel 1876 a Church fu diagnosticata l'artrite reumatoide, che lo rese progressivamente invalido fino a fargli perdere l'uso della mano destra. Imparò a dipingere con la sinistra, continuando a produrre opere, ma con un ritmo molto più lento. Gould ritiene che la crisi creativa di Church avesse in realtà origini ideologiche: il successo dell'evoluzionismo darwiniano avrebbe messo in crisi il modello dell'armonia della natura che Church aveva abbracciato su ispirazione di Humboldt. 
Trascorse gli ultimi vent'anni a Olana, sul fiume Hudson, in una villa in stile eclettico disegnata per lui dall'architetto Richard Morris Hunt e successivamente modificata e arredata dallo stesso Church.

## Opere scelte
- Le cascate di Tequendama (The Falls of Tequendama, 1854, Cincinnati Art Museum)
- Le cascate del Niagara, (Niagara, 1857, Corcoran Gallery of Art)
- Il cuore delle Ande (The Heart of the Andes, 1859, Metropolitan Museum of Art)
- Crepuscolo nel mondo selvaggio (Twilight in the Wilderness, 1860, Cleveland Museum of Art)
- Cotopaxi (1862, Detroit Institute of Arts)
- Il Partenone (The Parthenon, 1871, Metropolitan Museum of Art)
- Mattino nei Tropici (Morning in the Tropics, 1877, National Gallery of Art)
- Gli iceberg (The Iceberg, 1891, Carnegie Museum of Art)

## Galleria d'immagini

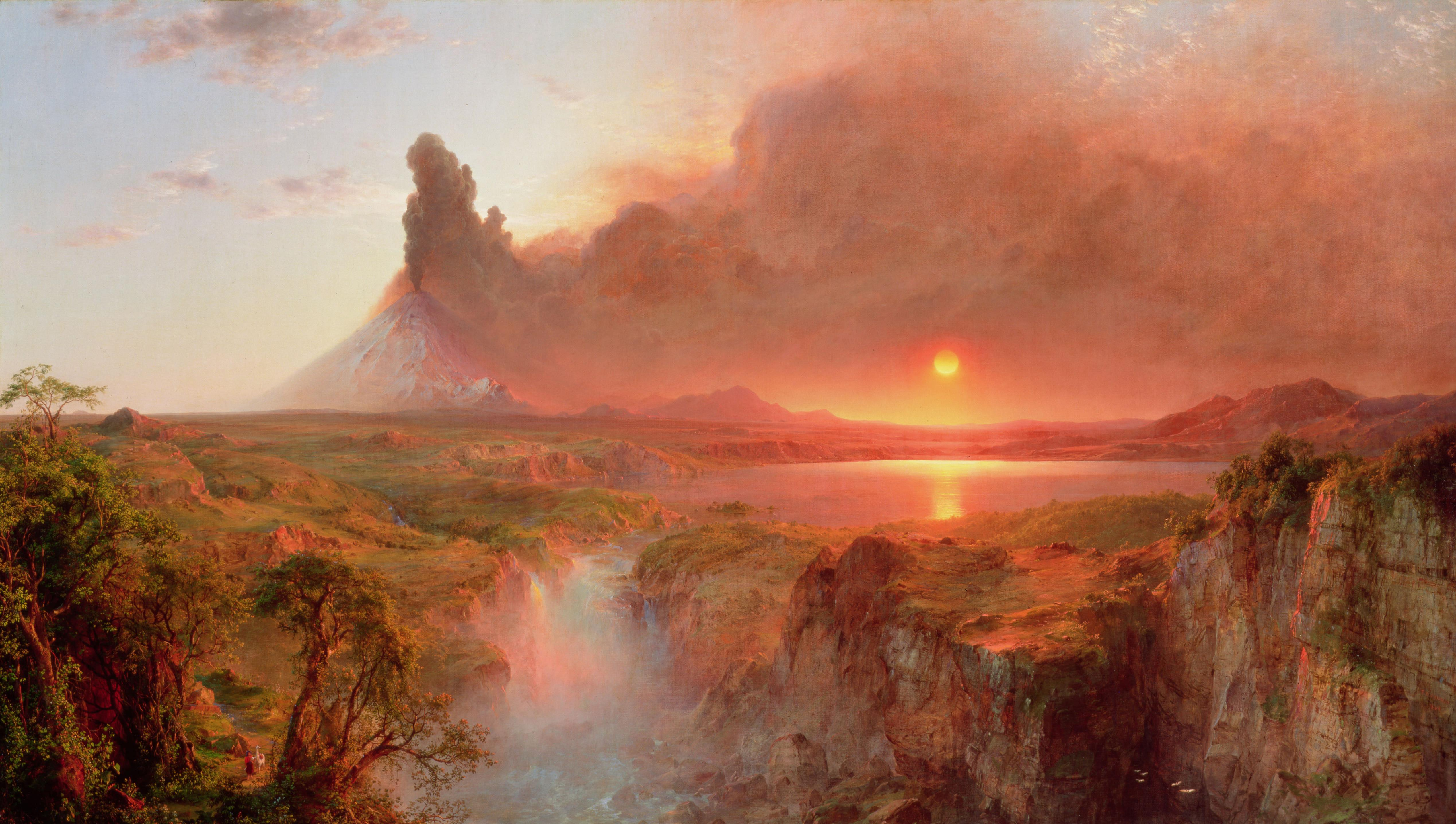
Cotopaxi
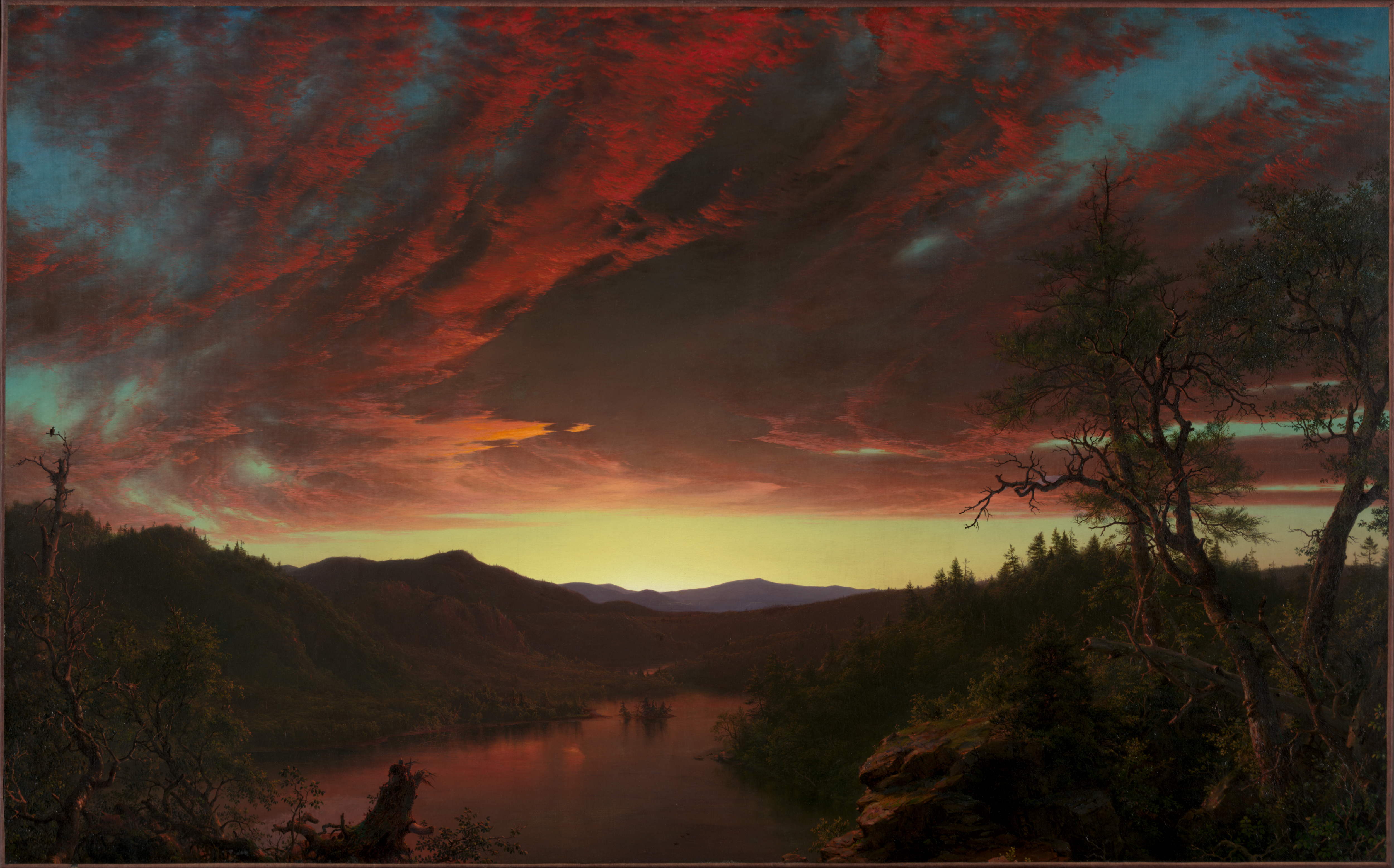
Crepuscolo nel mondo selvaggio
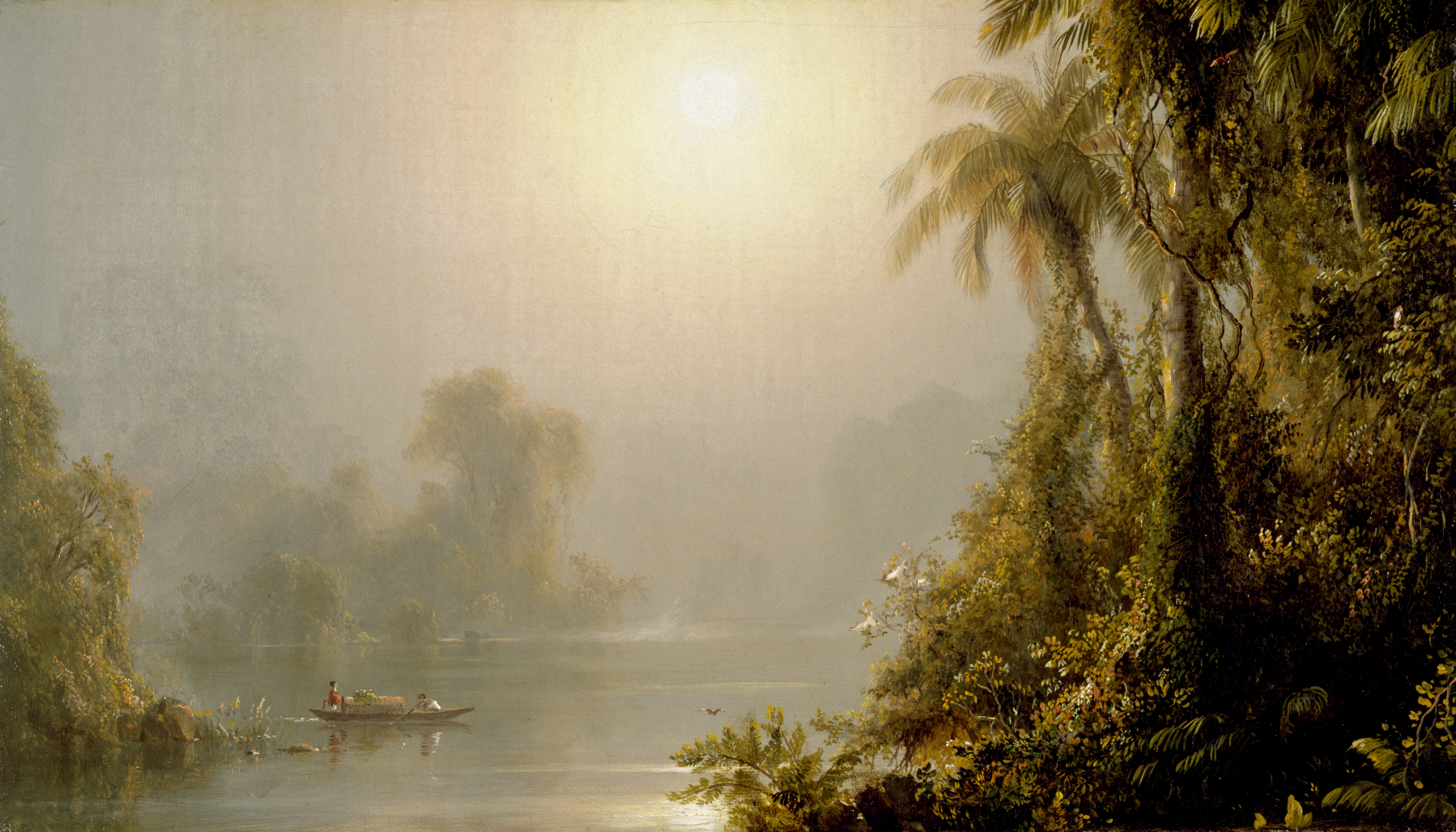
Mattino nei Tropici
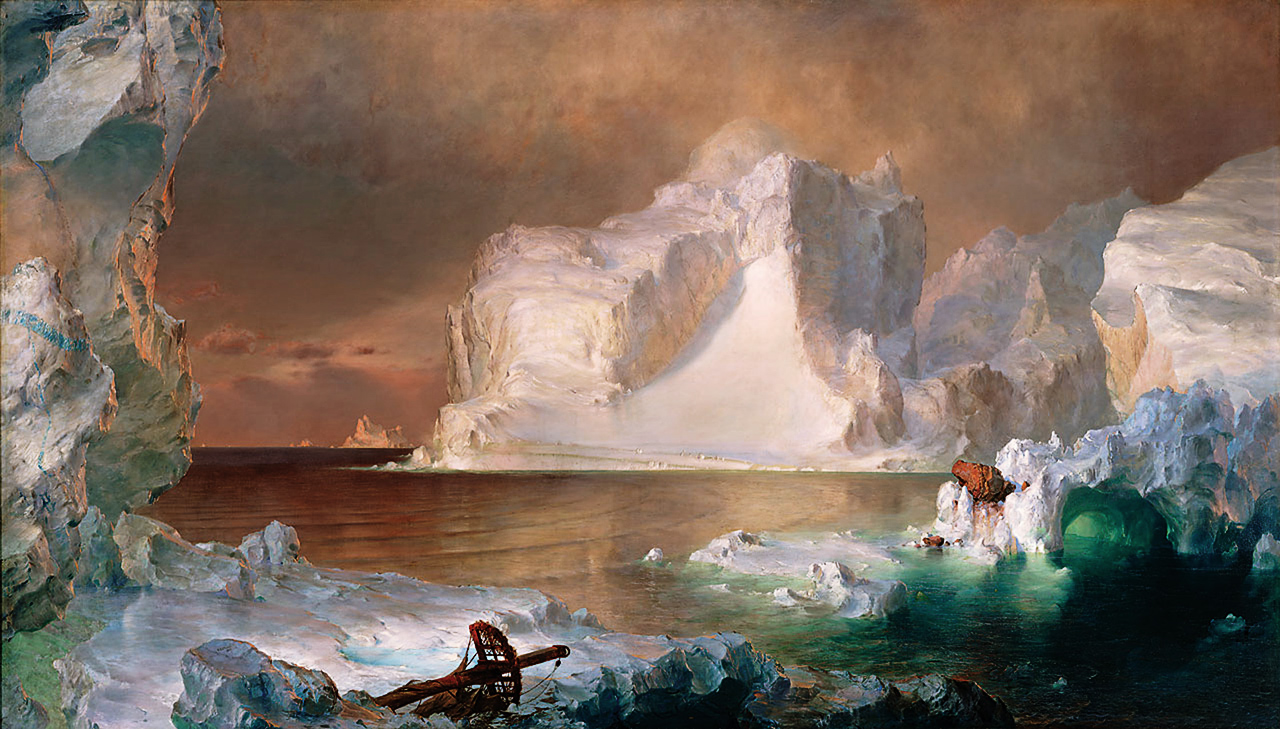
Gli iceberg
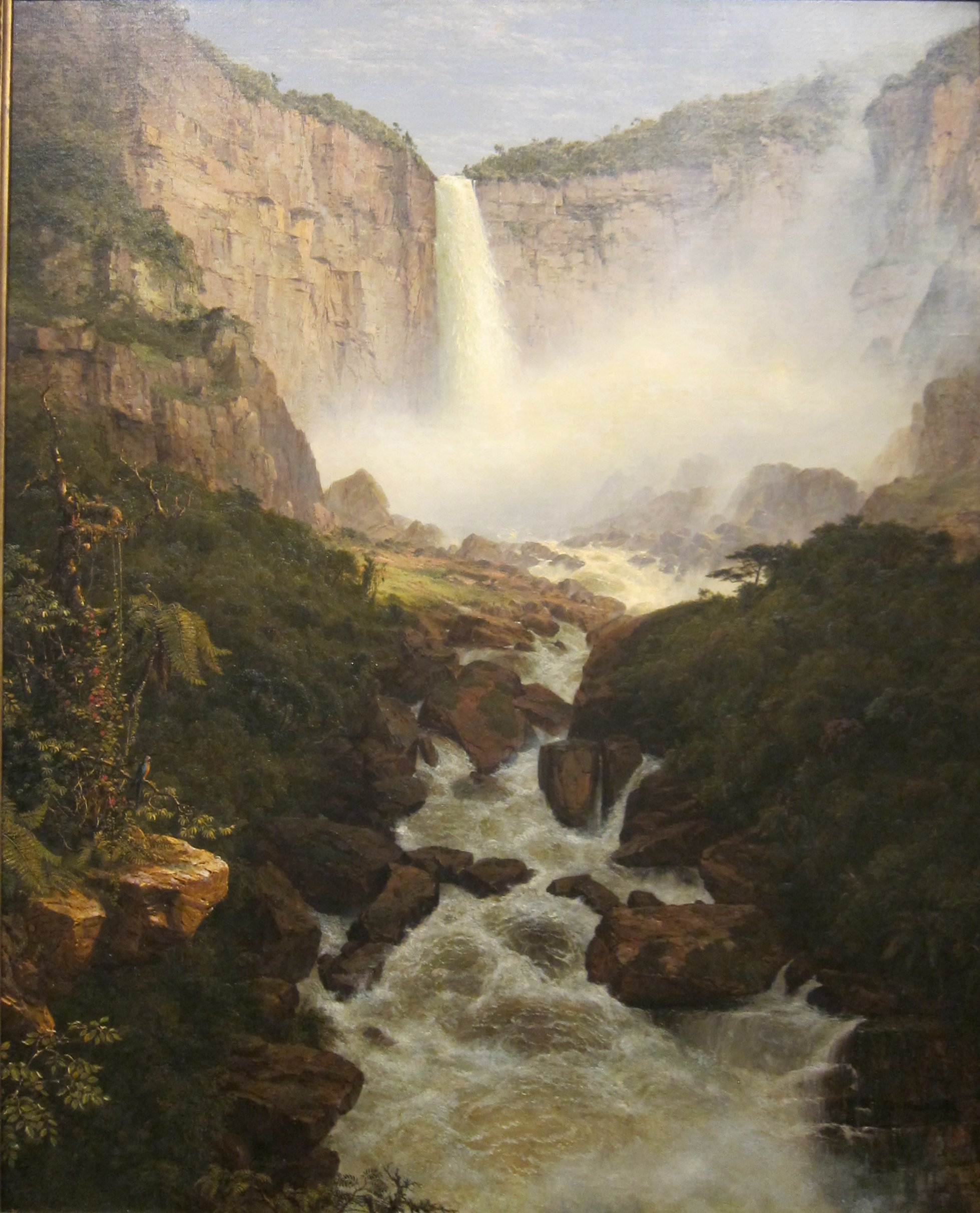
Le cascate di Tequendama
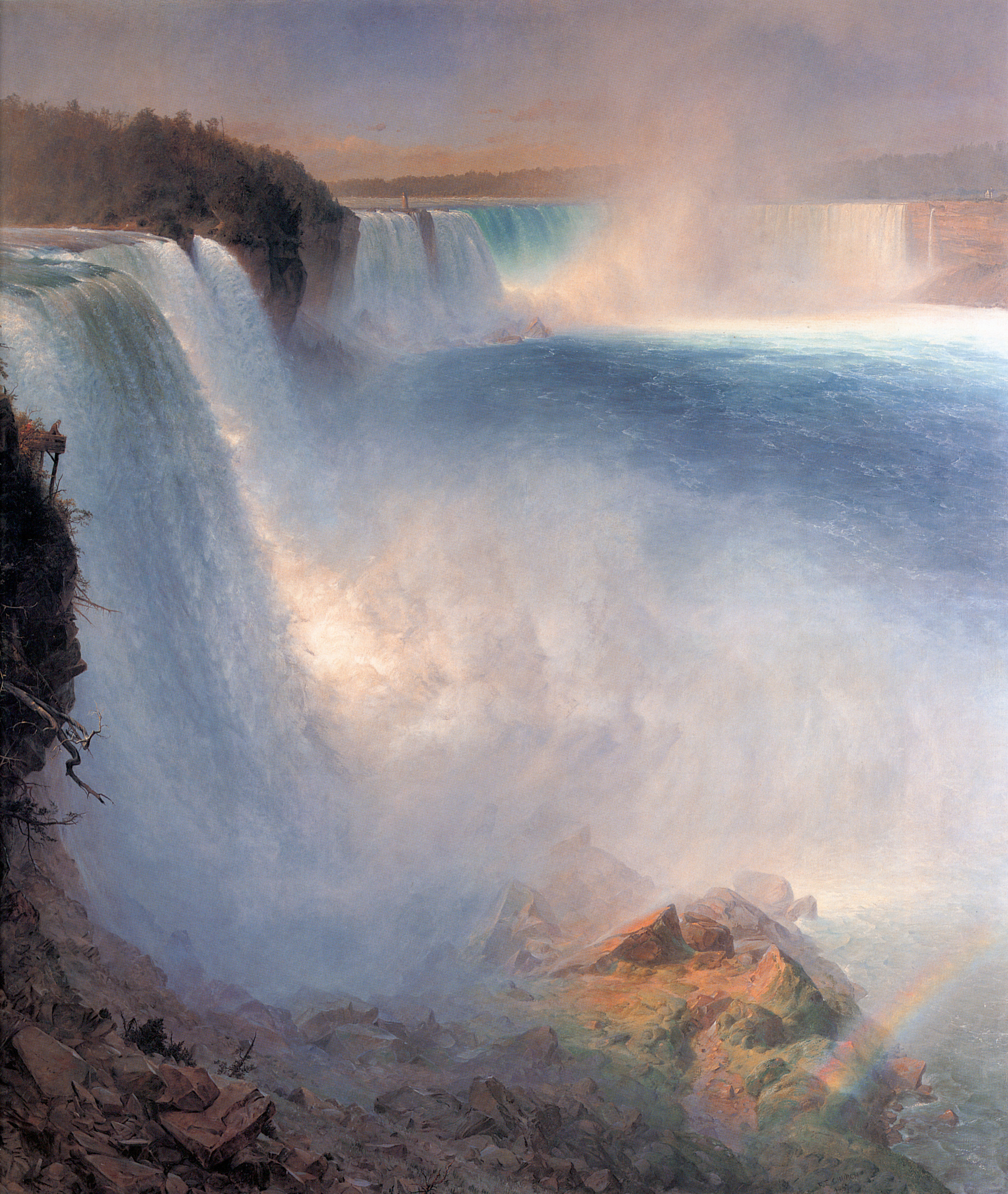
Le cascate del Niagara